# Procle de Constantinoble
|  | Per a altres significats, vegeu «Procle (desambiguació)». |

Procle de Constantinoble (llatí: Proclus, grec antic: Πρόκλος) va ser un eclesiàstic grec, patriarca de Constantinoble. És venerat com a sant per les esglésies catòlica i ortodoxa.

## Biografia
Nomenat molt jove lector a l'església de Constantinoble va ser amanuense (secretari) de Joan Crisòstom i després d'Àtic (406-425), successor d'Arsaci de Tars (404-405) com a patriarca de Constantinoble. Àtic el va ordenar diaca i després prevere i Sisini I (426-427), successor d'Àtic, el va nomenar bisbe de Cízic, però com que no va anar a la ciutat, el poble va elegir un nou bisbe.
A la mort de Sisini l'any 427 hi havia una general predisposició a elevar-lo al patriarcat, però finalment va ser nomenat Nestori. Procle va lluitar contra les suposades heretgies del nou patriarca, i un cop deposat Nestori (431) va ser altre cop candidat, i altre cop no va ser escollit encara que els motius no són clars. Es va elegir Maximià de Constantinoble. Però a la seva mort finalment Procle va ser elegit, l'any 434.
El 438 va portar les restes i va fer enterrar a Joan Crisòstom a Constantinoble. Va morir el 446 i el va succeir Flavià de Constantinoble.
Va deixar diverses cartes i escrits, que enumera Fabricius, destacant la carta περὶ πίστεως, datada el 435) i dirigida als bisbes d'Armènia sobre les opinions de Teodor de Mopsuèstia, que considera la base de les heretgies nestorianes.
Declarat sant per l'Església Ortodoxa i per la Catòlica, la seva memòria es commemora el 24 d'octubre.